# Xiaomi Mi 10
Lo Xiaomi Mi 10 (o Xiaomi Mi 10 5G) è uno smartphone di fascia alta prodotto da Xiaomi, annunciato a febbraio 2020 e commercializzato nello stesso mese.

## Caratteristiche tecniche

### Hardware
Il dispositivo misura 162.5 x 74.8 x 9 mm e pesa 208 grammi. Ha un chipset Qualcomm Snapdragon 865 (processo a 7 nm+), con CPU octa-core e GPU Adreno 650. È disponibile in quattro configurazioni di memoria: 128 GB di memoria interna e 8 GB di RAM, 256 GB di memoria interna e 6 GB di RAM, 256 GB di memoria interna e 8 GB di RAM, e 256 GB di memoria interna e 12 GB di RAM. Non dispone di memoria espandibile.
Supporta la connettività 2/3/4/5G, Wi-Fi 802.11 a/b/g/n/ac/6 dual-band, con supporto a Wi-Fi Direct, DLNA e uso come hotspot, Bluetooth 5.1 con A2DP, LE (risparmio energetico), aptX HD e aptX Adaptive. Il GPS include supporto per GPS assistito dual-band, GLONASS, BDS, GALILEO. È dotato di NFC, porta a infrarossi e porta USB-C 2.0 con supporto OTG.
Non dispone di radio FM né del jack audio da 3.5 mm. Il display è un Super AMOLED da 6.67 pollici, con risoluzione Full HD+, densità di pixel di 386 ppi, frequenza di aggiornamento a 90 Hz e supporto agli standard HDR10+. Lo schermo è protetto da Gorilla Glass 5, così come il retro; il frame laterale è in alluminio.
Per quanto riguarda il comparto fotografico, ha una configurazione quadrupla sul retro: un sensore principale da 108 megapixel con apertura f/1.7 e stabilizzazione OIS, un sensore grandangolare da 13 megapixel con apertura f/2.4, un sensore macro da 2 megapixel e un sensore di profondità da 2 megapixel, accompagnati da un doppio flash LED. Può registrare video in 8K a 30 fps, 4K a 60 fps e Full HD a 60 fps, con slow motion Full HD. La fotocamera anteriore è da 20 megapixel con apertura f/2.0.
Ha una batteria ai polimeri di litio da 4780 mAh, non removibile, con supporto per la ricarica rapida a 30W, ricarica wireless a 30W e ricarica wireless inversa a 5W.

### Software
Il dispositivo è dotato di Android 10, aggiornabile fino ad Android 13, con interfaccia utente MIUI 14.

## Versioni
Gli altri smartphone della famiglia Xiaomi Mi 10 sono:
- Xiaomi Mi 10 Pro (o Xiaomi Mi 10 Pro 5G), dal quale differisce per la presenza, in quest'ultimo, di modifiche al comparto fotografico (la configurazione posteriore ha 4 obiettivi: quello principale da 108 MP, due teleobiettivi da 12 e 8 MP con apertura f/2.0 e uno da 20 MP grandangolare, flash LED triplo e registrazione video al rallentatore fino a Full HD a 960 fps) e alla memoria (sono presenti tre tagli: 256 GB di memoria interna e 8 GB di RAM, 256 GB di memoria interna e 12 GB di RAM, 512 GB di memoria interna e 12 GB di RAM);[3]
- Xiaomi Mi 10 Lite (o Xiaomi Mi 10 Lite 5G), versione più economica rilasciata a marzo 2020, che differisce dal Mi 10 per lo schermo da 6,57" AMOLED 1080 x 2400 con aspect ratio 20:9, chipset Qualcomm Snapdragon 765G 5G SM7250 e GPU Adreno 620, tagli di memoria da 64 GB di memoria interna e 6 GB di RAM, 128 GB di memoria interna e 6 GB di RAM, 256 GB di memoria interna e 8 GB RAM, reparto fotografico posteriore con 4 obiettivi (48 MP principale, 8 MP grandangolare, 2 MP macro, 2 MP profondità), registrazione video 4K a 30 fotogrammi per secondo, e anteriore con un obiettivo da 16 MP e f/2.5, presenza di radio FM e batteria ai polimeri di litio da 4160 mAh con ricarica cablata a 20W;[4]
  - Xiaomi Mi 10 Youth 5G, versione simile al Mi 10 Lite, rilasciata a maggio 2020, differisce dal Mi 10 Lite per la presenza del taglio di memoria aggiuntivo da 8 GB di RAM e 128 GB di memoria interna, l'assenza di radio FM, differenze nelle qualità di registrazione video, per il secondo obiettivo posteriore da 8 MP che è un teleobiettivo periscopico, per le connettività CDMA ed EV-DO ed altre differenze minori;[5]
- Xiaomi Mi 10T (o Xiaomi Mi 10T 5G), versione più economica rilasciata a ottobre 2020, che differisce dal Mi 10 per la presenza del display LCD a 144 Hz e risoluzione 1080 x 2400 con aspect ratio 20:9, i tagli di memoria UFS 3.1 da 128 GB di memoria interna e 6 GB di RAM oppure 128 GB di memoria interna e 8 GB di RAM, tre fotocamere posteriori (principale da 64 MP e f/1.9, grandangolare da 13 MP e macro da 5 MP), un singolo flash LED e registrazione video al rallentatore fino a Full HD a 960 fps, la batteria ai polimeri di litio da 5000 mAh con sola ricarica cablata a 30W e il sensore di impronte digitali posizionato lateralmente anziché sotto lo schermo;[6]
  - Xiaomi Mi 10T Lite (o Xiaomi Mi 10T Lite 5G), versione più economica del Mi 10T, da quest'ultimo differisce per il frame laterale in plastica, lo schermo a 120 Hz, il chipset Qualcomm Snapdragon 750G 5G SM7225 con GPU Adreno 619, i tagli di memoria più piccoli (64 o 128 GB di memoria interna e 6 GB di RAM) e la possibilità di utilizzare un'espansione microSD, il comparto fotografico posteriore con 4 obiettivi da 64 MP (principale), 8 MP (grandangolare), 2 MP (macro) e 2 MP (di profondità), con registrazione video fino a 4K@30fps, la presenza di radio FM e la batteria ai polimeri di litio da 4820 mAh;[7]
    - Xiaomi Mi 10i 5G, rilasciato a gennaio 2021, differisce dal Mi 10T Lite per la presenza dei tagli di memoria UFS 2.2 da 128 GB di memoria interna e 6 o 8 GB di RAM, l'obiettivo principale posteriore da 108 MP e altre differenze minori;[8]

  - Xiaomi Mi 10T Pro (o Xiaomi Mi 10T Pro 5G), versione del Mi 10T, da quest'ultimo differisce per l'obiettivo principale posteriore da 108 MP con stabilizzazione ottica, la registrazione video Full HD fino a 120 fotogrammi al secondo (anziché 960), il peso leggermente superiore e i tagli di memoria 128 GB di memoria interna e 8 GB di RAM o 256 GB di memoria interna e 8 GB di RAM;[9]
- Xiaomi Mi 10S, versione del Mi 10 che differisce da quest'ultimo per avere già Android 11 di serie, per il chipset Qualcomm Snapdragon SM8250-AC 870 5G, per l'assenza del taglio da 6 GB di RAM e 256 GB di memoria interna, per il comparto audio a cura di Harman Kardon, per la ricarica cablata a 33W e altre differenze minori;[10]
- Xiaomi Mi 10 Ultra, versione rilasciata a agosto 2020, che differisce dal Mi 10 per la presenza delle connettività CDMA ed EV-DO, dimensioni e peso leggermente differenti, presenza, sul retro, di un vetro Gorilla Glass 6, la tecnologia OLED, la frequenza d'aggiornamento a 120 Hz e la maggiore luminosità dello schermo, la presenza di un taglio da 512 GB di memoria interna UFS 3.1 e 16 MB di RAM, il differente comparto fotografico posteriore (4 obiettivi, uno da 48 MP, un teleobiettivo periscopico da 48 MP, un grandangolare da 20 MP e un teleobiettivo da 12 MP) e una batteria agli ioni di litio potenziata al grafene da 4500 mAh con ricarica super-rapida a 120W cablata (secondo Xiaomi, la ricarica completa avviene in 23 minuti, secondo la recensione del sito GSMArena in 26 minuti).[11][12] È stato il primo smartphone a supportare la ricarica a 120 watt.[12]